# Patuljasta ciklama
Patuljasta ciklama (lat. Cyclamen intaminatum) je vrsta višegodišnje biljke iz roda ciklama, srodna s cilicijskom ciklamom. 

## Rasprostranjenost i stanište
Patuljasta ciklama rasprostranjena je na području zapadne Turske na nadmorskoj visini između 100 i 1100 metara. Najčešće se može naći u listopadnim hrastovim šumama, gdje raste između stijena i korijenja drveća. 

## Opis
Jedna je od najmanjih vrsta u svome rodu. Listovi patuljaste ciklame najčešće su obični, zelene boje i bez ikakvih šara, iako postoje neki izuzetci sa srebrnastim šarama. Okruglastog su oblika, a pojavljuju se između rujna i studenoga, otprilike kao i cvjetovi, ponekad malo kasnije. Cvjetovi su bijele do svjetloružičaste boje. Latice su duge 7-16 milimetara, te nemaju tamnije obojenog mjesta na dnu, kao kod cvjetova većine ciklama. 

## Vanjske poveznice
- Informacije i galerija s fotografijama

Ostali projekti
|  | Zajednički poslužitelj ima još gradiva o temi Patuljasta ciklama |
|  | Wikivrste imaju podatke o taksonu Patuljasta ciklama             |